# Кузебаево (Алнашский район)
Кузебаево (удм. Кузёбай) — деревня в Алнашском районе Удмуртии, входит в Кузебаевское сельское поселение. Находится в 19 км к юго-востоку от села Алнаши и в 92 км к югу от Ижевска. Расположена на реке Варзи.
Население на 1 января 2014 года — 704 человек.
До 1979 года состояла из двух отдельных населённых пунктов — деревень Кузебаево и Средняя Варзи-Омга.

## История
В 1841 году открыт приход Свято-Троицкой церкви села Варзи-Ятчи, в его состав вошло несколько селений, в том числе деревня Кузебаево. По итогам десятой ревизии 1859 года в 52 дворах казённой деревни Кузебаево Елабужского уезда Вятской губернии проживало 174 жителя мужского пола и 191 женского, располагалось сельское управление и работала мельница. В октябре 1874 года миссионером С. Н. Кашменским на средства Вятского Миссионерского Общества открыто народное училище. В 1878 году открыт приход Вознесенской церкви села Голюшурма, в состав которого передана деревня.
В 1921 году, в связи с образованием Вотской автономной области, деревня передана в состав Можгинского уезда. В 1924 году при укрупнении сельсоветов она вошла в состав Муважинского сельсовета Алнашской волости. В 1929 году упраздняется уездно-волостное административное деление и деревня причислена к Алнашскому району. В 1929 году в СССР начинается сплошная коллективизация, в процессе которой в деревне образована сельхозартель (колхоз) «Культурник».
- Иванов Иван Иванович (1880 г.р.) — кулак.
- Иванов Александр Иванович (1884 г.р.) — кулак.
- Иванова Ирина Кузьмовна (1890 г.р.) — член семьи кулака.
- Иванова Тутия Ивановна (1893 г.р.) — член семьи кулака.
- Иванова Евдокия Кондратьевна (1905 г.р.) — член семьи кулака.
- Иванов Пислег Иванович (1906 г.р.) — член семьи кулака.
- Иванова Евдокия Ивановна (1910 г.р.) — член семьи кулака.
- Иванова Евдокия Александровна (1924 г.р.) — член семьи кулака.
- Иванов Николай Иванович (1927 г.р.) — член семьи кулака.
- Иванова Парасковья Ивановна (1929 г.р.) — член семьи кулака.
- Иванов Тихон Александрович (1930 г.р.) — член семьи кулака.

В 1950 году проводится укрупнение сельхозартелей, колхозы нескольких соседних деревень объединены в один колхоз «Первомай». В 1972 году Муважинский сельсовет переименован в Кузебаевский сельсовет и центр сельсовета перенесён в деревню Кузебаево. В 1979 году в состав деревни Кузебаево включена деревня Средняя Варзи-Омга.
16 ноября 2004 года Кузебаевский сельсовет был преобразован в муниципальное образование «Кузебаевское» и наделён статусом сельского поселения.

### Традиции края

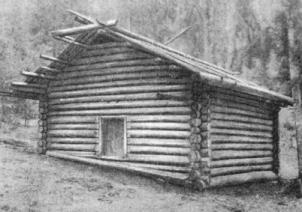
Великая куала близ дер. Кузебаево. Начало XX века.

Неподалёку от деревни находятся сохранившаяся удмуртская языческая молельня (куала) и священная роща. Традиционной религии жителей был свойственен синкретизм, подчинение православной церкви при сохранении старых обрядов.

## Социальная инфраструктура
- Кузебаевская средняя школа — 55 учеников в 2008 году[15]
- Кузебаевский детский сад